# Gianrico Ruzza
Gianrico Ruzza (Roma, 14 febbraio 1963) è un vescovo cattolico italiano, dal 18 giugno 2020 vescovo di Civitavecchia-Tarquinia e dal 12 febbraio 2022 vescovo di Porto-Santa Rufina.

## Biografia
Nato a Roma ha frequentato il Pontificio Seminario Romano Maggiore, successivamente la Pontificia Università Gregoriana, conseguendo la licenza in diritto canonico.
Ha ricevuto l'ordinazione sacerdotale dal cardinale Ugo Poletti, nella basilica di San Giovanni in Laterano a Roma, il 16 maggio 1987. Il 17 luglio 1997 ha ricevuto il titolo di cappellano di Sua Santità.
Prima della nomina episcopale è stato dal marzo 2006 parroco della chiesa di San Roberto Bellarmino ai Parioli, dal 2010 presidente del consiglio di amministrazione dell'Istituto Interdiocesano per il Sostentamento del Clero e dal 2011 prefetto della VI prefettura.

### Ministero episcopale
L'8 aprile 2016 papa Francesco lo ha nominato vescovo ausiliare di Roma per il settore centro e vescovo titolare di Subaugusta; ha ricevuto l'ordinazione episcopale l'11 giugno dello stesso anno, nella basilica di San Giovanni in Laterano, dal cardinale Agostino Vallini, vicario generale di Sua Santità per la diocesi di Roma, co-consacranti l'arcivescovo Filippo Iannone e il vescovo Guerino Di Tora.
Il 12 settembre 2017 l'arcivescovo Angelo De Donatis ha annunciato la sua nomina a segretario generale del Vicariato. Ha ricevuto la delega all'amministrazione della diocesi, delle congregazioni e delle università.
Il 24 maggio 2019 è stato incaricato per il settore sud lasciando il suo ruolo nel settore centro al vescovo Daniele Libanori e quello di segretario generale a don Pierangelo Pedretti.
Il 18 giugno 2020 papa Francesco lo ha nominato vescovo di Civitavecchia-Tarquinia; è succeduto a Luigi Marrucci, dimissionario per raggiunti limiti d'età. Il 25 luglio seguente ha preso possesso della diocesi.
Il 5 maggio 2021 lo stesso papa lo ha nominato amministratore apostolico di Porto-Santa Rufina, dopo le dimissioni per motivi di salute del vescovo Gino Reali. Il 12 febbraio 2022, a seguito dell'unione in persona episcopi delle due diocesi, diviene anche vescovo di Porto-Santa Rufina. Il 20 febbraio ha preso possesso della sede suburbicaria.

## Genealogia episcopale
La genealogia episcopale è:
- Cardinale Scipione Rebiba
- Cardinale Giulio Antonio Santori
- Cardinale Girolamo Bernerio, O.P.
- Arcivescovo Galeazzo Sanvitale
- Cardinale Ludovico Ludovisi
- Cardinale Luigi Caetani
- Cardinale Ulderico Carpegna
- Cardinale Paluzzo Paluzzi Altieri degli Albertoni
- Papa Benedetto XIII
- Papa Benedetto XIV
- Cardinale Enrico Enriquez
- Arcivescovo Manuel Quintano Bonifaz
- Cardinale Buenaventura Córdoba Espinosa de la Cerda
- Cardinale Giuseppe Maria Doria Pamphilj
- Papa Pio VIII
- Papa Pio IX
- Cardinale Alessandro Franchi
- Cardinale Giovanni Simeoni
- Cardinale Vincenzo Vannutelli
- Cardinale Giovanni Battista Nasalli Rocca di Corneliano
- Cardinale Marcello Mimmi
- Arcivescovo Giacomo Palombella
- Cardinale Michele Giordano
- Cardinale Agostino Vallini
- Vescovo Gianrico Ruzza

## Araldica
| Stemma | Blasonatura |
| ------ | --- |
|        | Troncato di rosso e d’oro: nel 1° al libro aperto dello stesso caricato delle lettere Α e Ω del primo; nel secondo al pellicano con la sua pietà al naturale, sanguinoso di rosso. |